# Tytan Częstochowa
Tytan Częstochowa – polska męska drużyna koszykarska.

## Historia
8 stycznia 1994 część działaczy i członków wielosekcyjnego Robotniczego Klubu Sportowego Skra Częstochowa postanowiła założyć własny, autonomiczny klub. Na zebraniu założycielskim powstało nowe, wyłącznie koszykarskie stowarzyszenie, a członkowie założyciele nadali mu nazwę Klub Sportowy Iskra Częstochowa. Drużyna występuje pod nazwą Sportowiec Częstochowa, ponieważ w 2006 roku Autonomiczna Sekcja Koszykówki Sportowiec Częstochowa przejęła miejsce i tradycje po zlikwidowanym KS Iskra Częstochowa. Po sezonie 2006/2007 drużyna nie otrzymała zgody od PZKosz na zamianę miejscami z zespołem z II ligi, co spowodowało upadek koszykówki w Częstochowie. Drużyna ostatecznie wystartowała w nowym sezonie w III lidze ponownie pod nazwą Tytan Częstochowa. Po jednym sezonie wywalczyła awans do II ligi.

## Słynni zawodnicy
- Robert Pęczak
- Tomasz Prusak
- Janusz Sośniak
- Jacek Chądzyński
- Sławomir Gajda
- Tomasz Nogalski
- Piotr Trepka
- Marcin Miękus
- Michał Saran
- Michał Skalik
- Michał Cieśla
- Rafał Motyl

## Nazwy
Iskra Częstochowa, CTL Częstochowa, Techmet Częstochowa, Techmet Wykromet Częstochowa, Tytan Częstochowa, Sportowiec Częstochowa (od sezonu 2007/2008 ponownie pod nazwą Tytan)

## Hala
- Hala: Hala Polonia
  - Ulica: ul. Dekabrystów 43
  - Pojemność: 4000 miejsc

## Władze klubu
- Prezes klubu: Arkadiusz Urbańczyk
- Wiceprezes ds. Sportowych: Sławomir Gajda
- Wiceprezes ds. Finansowych: Ryszard Kosman
- Wiceprezes ds. Marketingu: Roman Lisowski
- Wiceprezes ds. Organizacyjnych: Stefan Rybicki
- Sekretarz Zarządu: Andrzej Dziubała
- Członkowie zarządu:
  - Paweł Iżyński
  - Tomasz Łuszcz
  - Jacek Sikora
  - Zdzisław Świątek
  - Arkadiusz Urbańczyk

## Skład
dyrektor klubu: Bartłomiej Saran

### Sztab
- Trener: Jacek Chądzyński
- Asystent trenera: Robert Pęczak
- Kierownik drużyny: Marek Dziewior

### Zawodnicy
- Michał Cieśla 1981 191 rzucający obrońca
- Jacek	Chądzyński 1969	202	silny skrzydłowy
- Tomasz Cyndecki 1981	190	skrzydłowy
- Dawid	Jarecki 1981	198	silny skrzydłowy
- Adam	Karkoszka 1981	188	rozgrywający
- Tomasz Milewski 1978	203	środkowy
- Tomasz Nogalski 1979 192 rzucający obrońca
- Paddy Owusu 1971	      186	rzucający obrońca
- Robert Pęczak 1970	182	rozgrywający
- Jakub Prokop 1983	      184	rozgrywający
- Adam Richter	1983	184	rzucający obrońca
- Michał Saran 1980 194 skrzydłowy
- Janusz Sośniak	1971	195	silny skrzydłowy
- Dariusz Szymczyk	1981	180	rozgrywający
- Piotr Trepka 1980 182 rozgrywający
- Dariusz Tomzik	1969	192	rzucający obrońca
- Radosław Tomzik	1982	202	środkowy
- Łukasz Wojciechowski 1988	188	rzucający obrońca
- Łukasz Wolnik 1986	195	silny skrzydłowy